# Hiromi Kawakami
Hiromi Kawakami (jap. 川上 弘美 Kawakami Hiromi; ur. 1 kwietnia 1958 r. w Tokio) – japońska powieściopisarka i eseistka.

## Życiorys
Studiowała biologię na Uniwersytecie Ochanomizu (Ochanomizu Joshi Daigaku). Po studiach pracowała jako nauczycielka przyrody. Zadebiutowała, opublikowanym w 1994 roku opowiadaniem Kamisama (wyd. pol.: Niedźwiedzi bóg).
Laureatka wielu prestiżowych nagród literackich, w tym Nagrody im. Akutagawy w 1996 roku i Nagrody Yomiuri w 2014 roku. Jej książki przetłumaczono na ponad dwadzieścia języków. W przekładzie na język polski ukazał się zbiór opowiadań Hiromi Kawakami Nadepnęłam na węża (2010) i Niedźwiedzi bóg  (2019) oraz powieści: Manazuru (2011), Pan Nakano i kobiety (2012) oraz Sensei i miłość (2013).

## Wybrane dzieła
- Kamisama, 1994; pol.: Niedźwiedzi bóg. Beata Kubiak Ho-Chi (tłum.). Warszawa: Tajfuny, 2019. ISBN 978-83-955300-0-5. Brak numerów stron w książce
- Hebi wo fumu, 1996; pol.: Nadepnęłam na węża. Barbara Słomka (tłum.). Kraków: Wydawnictwo Karakter, 2010. ISBN 978-83-927366-7-7. Brak numerów stron w książce
- Oboreru, 2000
- Sensei no kaban, 2001; pol.: Sensei i miłość. Anna Zalewska (tłum.). Warszawa: Wydawnictwo W.A.B., 2013. ISBN 978-83-7747-844-8. Brak numerów stron w książce
- Furudogu Nakano Shoten, 2005; pol.: Pan Nakano i kobiety. Anna Zalewska (tłum.). Warszawa: Wydawnictwo W.A.B., 2012. ISBN 978-83-7747-718-2. Brak numerów stron w książce
- Manazuru, 2006, pol.: Manazuru. Barbara Słomka (tłum.). Kraków: Wydawnictwo Karakter, 2011. ISBN 978-83-62376-06-3. Brak numerów stron w książce
- Pasuta Mashiin Yuurei, 2010